# Joe Galvin
Joseph "Joe" Galvin (nacido en 1958 en Bloomington, Illinois) es un exjugador de baloncesto estadounidense que disputó tres temporadas en la liga española. Con 2,13 metros de estatura, jugaba en la posición de pívot.

## Trayectoria deportiva

### Universidad
Jugó durante cuatro temporadas con los Redbirds de la Universidad Estatal de Illinois, en las que promedió 9,6 puntos y 6,3 rebotes por partido. Es el tercer jugador con más tapones en la historia de los Redbirds, con 132, y el que más tapones ha colocado en un partido, con 9.

### Profesional
Fue elegido en el puesto 100 del Draft de la NBA de 1980 por Indiana Pacers, pero tras ser descartado, fichó por el Joventut de Badalona de la liga española, Allí, en su primera temporada, fue pieza fundamental en la consecución de la Copa Korac, en la que derrotaron al Carrera Venecia. Galvin fue el autor de la canasta desde siete metros que propició el empate en el marcador a falta de un segundo para la finalización del encuentro, dando paso a la prórroga, en la que la Penya se llevó el triunfo por 105-104, logrando su primer título europeo. Tras dos temporadas más, se retiró del baloncesto.